# Diadegma consumtor
Diadegma consumtor är en stekelart som först beskrevs av Johann Ludwig Christian Gravenhorst 1829.  Diadegma consumtor ingår i släktet Diadegma och familjen brokparasitsteklar. Inga underarter finns listade i Catalogue of Life.